# معاهده دیوول
معاهده دیوول (انگلیسی: Treaty of Devol)، معاهده‌ای میان بوهموند یکم انطاکیه و آلکسیوس یکم، امپراتور بیزانس در سال ۱۱۰۸ و پس از پایان نخستین جنگ صلیبی و جنگ صلیبی بوهموند بود که طی آن پس از ناکامی بوهموند در شکست نیروهای بیزانس، وی حاکمیت امپراتوری بیزانس بر شاهزاده‌نشین انطاکیه را پذیرفت تا این دولت صلیبی مبدل به واسال امپراتوری بیزانس شود.